# زلزال شبه جزيرة بلبونس 2008
زلزال شبه جزيرة بلبونس 2008 هو زلزالٌ وقعَ في بيلوبونيز في اليونان بتاريخ 8 يونيو 2008.